# أحمد قاضی
أحمد قاضی (انگلیسی: Ahmed Kadhi؛ زادهٔ ۱۹ آوریل ۱۹۸۹) بازیکن والیبال اهل تونس است.